# At Your Service (musikalbum av Melody Club)
At Your Service är ett samlingsalbum från 2007 av popgruppen Melody Club. Samlingen gjordes i första hand åt USA som del i bandets utlandssatsning.

## Låtlista
1. Palace Station
2. Take Me Away
3. Covergirl
4. Baby
5. Killing a Boy
6. Cats in the Dark
7. Stranded Love
8. Breakaway
9. Let's Kill the Clockwork
10. Electric
11. Play me in Stereo
12. Wildhearts